# NBL 2014/15
Die NBL 2014/15 war die 37. Austragung der australasischen National Basketball League. Die mit sieben Teams aus Australien und einem Team aus Neuseeland ausgetragene Meisterschaft begann am 10. Oktober 2014 und endete am 8. März 2015. Im Finale konnte sich die New Zealand Breakers in der best of three Serie gegen die Cairns Taipans in zwei Spielen durchsetzen und damit ihren vierten Meistertitel erringen.

## Modus
Jedes Team trägt in der regulären Saison 14 Heim- und 14 Auswärtsspiele aus. Die in der Endtabelle auf den ersten vier Plätzen stehenden Teams qualifizieren sich für die Playoffs. Das beste Team der Hauptrunde spielt im Halbfinale gegen den Vierten, während der Zweite gegen den Dritten spielt. Im Halbfinale und im Finale gilt der best of three modus.

## Tabelle
Abschlusstabelle nach Ende der Hauptrunde
- Für die Play-offs qualifiziert

| Pl. | Team                  | Spiele | Siege | Niederlagen | Siegquote | Punkte+ | Punkte- | Punktedifferenz | Heimbilanz | Auswärtsbilanz |
| --- | --------------------- | ------ | ----- | ----------- | --------- | ------- | ------- | --------------- | ---------- | -------------- |
| 01. | Cairns Taipans        | 28     | 21    | 7           | 75,00 %   | 2275    | 2117    | +158            | 12:2       | 9:5            |
| 02. | New Zealand Breakers  | 28     | 19    | 9           | 67,86 %   | 2343    | 2275    | +68             | 10:4       | 9:5            |
| 03. | Adelaide 36ers        | 28     | 17    | 11          | 60,71 %   | 2501    | 2478    | +23             | 9:5        | 8:6            |
| 04. | Perth Wildcats        | 28     | 16    | 12          | 57,14 %   | 2260    | 2171    | +89             | 10:4       | 6:8            |
| 05. | Melbourne United      | 28     | 13    | 15          | 46,43 %   | 2333    | 2379    | −46             | 8:6        | 5:9            |
| 06. | Townsville Crocodiles | 28     | 11    | 17          | 39,29 %   | 2343    | 2341    | +2              | 8:6        | 3:11           |
| 07. | Sydney Kings          | 28     | 9     | 19          | 32,14 %   | 2320    | 2408    | −88             | 5:9        | 4:10           |
| 08. | Wollongong Hawks      | 28     | 6     | 22          | 21,43 %   | 2154    | 2360    | −206            | 4:10       | 2:12           |

## Play-offs

### Modus
Die auf den ersten vier Plätzen der Abschlusstabelle der regulären Saison platzierten Mannschaften qualifizieren sich für die Play-offs. Die beste Mannschaft tritt dabei gegen die viertbeste und die zweitbeste gegen die drittbeste Mannschaft an. Das Halbfinale und das Finale werden im Best-of-three-Modus entschieden.

### Spiele
|  | Halbfinale | Halbfinale           | Halbfinale | Halbfinale | Halbfinale |  |  | Finale | Finale               | Finale | Finale | Finale |
|  |            |                      |            |            |            |  |  |        |                      |        |        |        |
|  |            |                      |            |            |            |  |  |        |                      |        |        |        |
|  | 1          | Cairns Taipans       | 71         | 80         |            |  |  |        |                      |        |        |        |
|  | 4          | Perth Wildcats       | 64         | 66         |            |  |  |        |                      |        |        |        |
|  |            |                      |            |            |            |  |  | 1      | Cairns Taipans       | 71     | 81     |        |
|  |            |                      |            |            |            |  |  | 2      | New Zealand Breakers | 86     | 83     |        |
|  | 2          | New Zealand Breakers | 111        | 94         |            |  |  |        |                      |        |        |        |
|  | 3          | Adelaide 36ers       | 82         | 83         |            |  |  |        |                      |        |        |        |
|  |            |                      |            |            |            |  |  |        |                      |        |        |        |

### Spielstatistiken
Halbfinale
| 26. Februar 2015 |  | New Zealand Breakers 111, Adelaide 36ers 82 | New Zealand Breakers 111, Adelaide 36ers 82 | New Zealand Breakers 111, Adelaide 36ers 82 | Vector Arena, Auckland Zuschauer: 3833 | 10 Bold |
| 26. Februar 2015 |  |                                             |                                             |                                             | Vector Arena, Auckland Zuschauer: 3833 | 10 Bold |
| 26. Februar 2015 |  |                                             |                                             |                                             | Vector Arena, Auckland Zuschauer: 3833 | 10 Bold |
| 26. Februar 2015 |  |                                             |                                             |                                             | Vector Arena, Auckland Zuschauer: 3833 | 10 Bold |

| 28. Februar 2015 |  | Adelaide 36ers 83, New Zealand Breakers 94 | Adelaide 36ers 83, New Zealand Breakers 94 | Adelaide 36ers 83, New Zealand Breakers 94 | Adelaide Arena, Adelaide Zuschauer: 4807 | 10 Bold |
| 28. Februar 2015 |  |                                            |                                            |                                            | Adelaide Arena, Adelaide Zuschauer: 4807 | 10 Bold |
| 28. Februar 2015 |  |                                            |                                            |                                            | Adelaide Arena, Adelaide Zuschauer: 4807 | 10 Bold |
| 28. Februar 2015 |  |                                            |                                            |                                            | Adelaide Arena, Adelaide Zuschauer: 4807 | 10 Bold |

| 27. Februar 2015 |  | Cairns Taipans 71, Perth Wildcats 64 | Cairns Taipans 71, Perth Wildcats 64 | Cairns Taipans 71, Perth Wildcats 64 | Cairns Convention Centre, Cairns | 10 Bold |
| 27. Februar 2015 |  |                                      |                                      |                                      | Cairns Convention Centre, Cairns | 10 Bold |
| 27. Februar 2015 |  |                                      |                                      |                                      | Cairns Convention Centre, Cairns | 10 Bold |
| 27. Februar 2015 |  |                                      |                                      |                                      | Cairns Convention Centre, Cairns | 10 Bold |

| 1. März 2015 |  | Perth Wildcats 68, Cairns Taipans 80 | Perth Wildcats 68, Cairns Taipans 80 | Perth Wildcats 68, Cairns Taipans 80 | Perth Arena, Perth Zuschauer: 8703 | 10 Bold |
| 1. März 2015 |  |                                      |                                      |                                      | Perth Arena, Perth Zuschauer: 8703 | 10 Bold |
| 1. März 2015 |  |                                      |                                      |                                      | Perth Arena, Perth Zuschauer: 8703 | 10 Bold |
| 1. März 2015 |  |                                      |                                      |                                      | Perth Arena, Perth Zuschauer: 8703 | 10 Bold |

Finale
| 6. März 2015 |  | Cairns Taipans 71, New Zealand Breakers 86 | Cairns Taipans 71, New Zealand Breakers 86 | Cairns Taipans 71, New Zealand Breakers 86 | Cairns Convention Centre, Cairns Zuschauer: 5300 | 10 Bold |
| 6. März 2015 |  |                                            |                                            |                                            | Cairns Convention Centre, Cairns Zuschauer: 5300 | 10 Bold |
| 6. März 2015 |  |                                            |                                            |                                            | Cairns Convention Centre, Cairns Zuschauer: 5300 | 10 Bold |
| 6. März 2015 |  |                                            |                                            |                                            | Cairns Convention Centre, Cairns Zuschauer: 5300 | 10 Bold |

| 8. März 2017 |  | New Zealand Breakers 83, Cairns Taipans 81 | New Zealand Breakers 83, Cairns Taipans 81 | New Zealand Breakers 83, Cairns Taipans 81 | North Shore Events Centre, Auckland Zuschauer: 4400 | Network 10 |
| 8. März 2017 |  |                                            |                                            |                                            | North Shore Events Centre, Auckland Zuschauer: 4400 | Network 10 |
| 8. März 2017 |  |                                            |                                            |                                            | North Shore Events Centre, Auckland Zuschauer: 4400 | Network 10 |
| 8. März 2017 |  |                                            |                                            |                                            | North Shore Events Centre, Auckland Zuschauer: 4400 | Network 10 |

## Die zehn meistbesuchten Saisonspiele
| Zuschauer | Woche | Datum             | Heimmannschaft | Spielstand  | Auswärtsmannschaft    | Ort         |
| --------- | ----- | ----------------- | -------------- | ----------- | --------------------- | ----------- |
| 13.559    | 15    | 16. Januar 2015   | Perth Wildcats | 102:106     | Adelaide 36ers        | Perth Arena |
| 13.316    | 15    | 21. Januar 2015   | Perth Wildcats | 78:86       | Melbourne United      | Perth Arena |
| 13.241    | 19    | 15. Februar 2015  | Perth Wildcats | 87:89 (2OT) | New Zealand Breakers  | Perth Arena |
| 12.903    | 1     | 10. Oktober 2014  | Perth Wildcats | 70:80       | New Zealand Breakers  | Perth Arena |
| 12.877    | 6     | 14. November 2014 | Perth Wildcats | 93:78       | Townsville Crocodiles | Perth Arena |
| 12.711    | 17    | 1. Februar 2015   | Perth Wildcats | 80:61       | Sydney Kings          | Perth Arena |
| 12.659    | 20    | 22. Februar 2015  | Perth Wildcats | 81:71       | Townsville Crocodiles | Perth Arena |
| 12.469    | 3     | 24. Oktober 2014  | Perth Wildcats | 84:63       | Sydney Kings          | Perth Arena |
| 12.266    | 18    | 6. Februar 2015   | Perth Wildcats | 65:54       | Cairns Taipans        | Perth Arena |
| 11.731    | 10    | 14. Dezember 2014 | Perth Wildcats | 97:76       | Adelaide 36ers        | Perth Arena |

## Individuelle Auszeichnungen
- Most Valuable Player der regulären Saison (Andrew Gaze Trophy): Brian Conklin (Townsville Crocodiles)[1]
- Rookie of the Year: Angus Brandt (Sydney Kings)
- Best Defensive Player (Damian Martin Trophy): Damian Martin (Perth Wildcats)
- Best Sixth Man: Cameron Tragardh (Cairns Taipans)
- Most Improved Player: Todd Blanchfield (Townsville Crocodiles)
- Coach of the Year (Lindsay Gaze Trophy): Aaron Fearne (Cairns Taipans)
- Referee of the Year: Michael Aylen
- All-NBL First Team:
  - Cedric Jackson (New Zealand Breakers)[2]
  - Scottie Wilbekin (Cairns Taipans)
  - Josh Childress (Sydney Kings)
  - Brock Motum (Adelaide 36ers)
  - Brian Conklin (Townsville Crocodiles)
- All-NBL Second Team:
  - Jamar Wilson (Adelaide 36ers)
  - Jordan McRae (Melbourne United)
  - Todd Blanchfield (Townsville Crocodiles)
  - Ekene Ibekwe (New Zealand Breakers)
  - Matthew Knight (Perth Wildcats)

- Grand Final Series MVP (Larry Sengstock Medal): Cedric Jackson (New Zealand Breakers)